# Liste der denkmalgeschützten Objekte in Schönau an der Triesting
Die Liste der denkmalgeschützten Objekte in Schönau an der Triesting enthält die 14 denkmalgeschützten, unbeweglichen Objekte der Gemeinde Schönau an der Triesting im niederösterreichischen Bezirk Baden.

## Denkmäler
| Foto  |                 | Denkmal                                                                                                   | Standort                                                           | Beschreibung | Metadaten |
| ----- | --------------- | --- | ------------------------------------------------------------------ | --- | --- |
| ja    | Datei hochladen | Polsterermühle/Kunstmühle HERIS-ID: 65977 Objekt-ID: 78847                                                | Dornau 2, 3 Standort KG: Dornau                                    | Die ehemalige Getreidemühle wurde 1635 als „Hoffmühl negst obers Schloß“ erstmals genannt. 1827 wurde sie von Grund auf neu errichtet. 1873 wurde sie von Ferdinand Polsterer übernommen (daher der Name „Polsterermühle“). 2004 wurde der Betrieb eingestellt. | BDA-Hist.: Q38112229 Status: Bescheid Stand der BDA-Liste: 2025-06-30 Name: Polsterermühle/Kunstmühle GstNr.: 5 Kunstmühle Dornau                                                                                    |
| ja    | Datei hochladen | Wiener Neustädter Kanal HERIS-ID: 84174 Objekt-ID: 98259                                                  | Standort KG: Dornau                                                | Der Wiener Neustädter Kanal wurde 1803 in Betrieb genommen und bis auf 63 km erweitert. Ursprünglich war er bis Triest geplant. Teile der Trasse wurden später zu Bahnstrecken umgewandelt, so dass der Warenverkehr ab 1879 stark zurückging. | BDA-Hist.: Q64485492 Status: Bescheid Stand der BDA-Liste: 2025-06-30 Name: Wiener Neustädter Kanal GstNr.: 94/1, 94/2, 94/3, 94/4, 94/5 Wiener Neustädter Kanal                                                     |
| ja    | Datei hochladen | Ehem. Kath. Pfarrkirche hl. Barbara HERIS-ID: 66577 Objekt-ID: 79480                                      | Hauptallee 12 Standort KG: Schönau an der Triesting                | Die Kirche liegt am Ortsrand von Blumau und wurde 1897 gemeinsam mit dem angrenzenden Schulgebäude errichtet. Sie wurde mit 4. Februar 2010 profaniert und ist kein Gotteshaus mehr. | BDA-Hist.: Q38113714 Status: § 2a Stand der BDA-Liste: 2025-06-30 Name: Kath. Pfarrkirche hl. Barbara GstNr.: 1098/4 Former church St. Barbara, Blumau                                                               |
| ja    | Datei hochladen | Kath. Pfarrkirche hl. Andreas HERIS-ID: 50556 Objekt-ID: 55644                                            | Kirchengasse 7 Standort KG: Schönau an der Triesting               | Die Saalkirche wurde von 1671 bis 1675 errichtet. Die Einrichtung stammt vorwiegend aus dem Jahr 1813. | BDA-Hist.: Q38040815 Status: § 2a Stand der BDA-Liste: 2025-06-30 Name: Kath. Pfarrkirche hl. Andreas GstNr.: 1410 Pfarrkirche Schönau an der Triesting                                                              |
| ja    | Datei hochladen | Villa Pacher-Doblhoff HERIS-ID: 34996 Objekt-ID: 33569                                                    | Kirchengasse 11 Standort KG: Schönau an der Triesting              | Der kubische Bau stammt aus der Zeit um 1850. | BDA-Hist.: Q37961034 Status: Bescheid Stand der BDA-Liste: 2025-06-30 Name: Villa Pacher-Doblhoff GstNr.: 163/1 |
| ja    | Datei hochladen | Schlosspark Schönau HERIS-ID: 58121 Objekt-ID: 68585                                                      | Kirchengasse 14 Standort KG: Schönau an der Triesting, Günselsdorf | Die romantische Parkanlage wurde nach 1796 unter Peter von Braun geschaffen mit Lustgebäuden, künstlichen Gewässern und verschlungenen Wegen, das Löwentor am Eingang (Günselsdorf) wurde 1812 errichtet. Auch als Naturdenkmal ausgewiesen. Anmerkung: Der Schlosspark befindet sich in Privatbesitz und ist derzeit nicht zugänglich. Er befindet sich teilweise in der KG Günselsdorf. | BDA-Hist.: Q72375877 Status: Bescheid Stand der BDA-Liste: 2025-06-30 Name: Schlosspark Schönau GstNr.: 60, 64, 84/2, 84/3, 84/4, 84/5, 88/2, 84/1, 71, 88/1 Schlosspark Schönau                                     |
| ja BW | Datei hochladen | Altes Schloss, sog. Kastell, Rudolf-Steiner-Kindergarten HERIS-ID: 65953 Objekt-ID: 78822seit 2017        | Kirchengasse 14 Standort KG: Schönau an der Triesting              | Das sogenannte Kastell, im Kern ein Renaissancebau des 16. Jahrhunderts, wurde im späten 18. Jahrhundert im Stil des Klassizismus umgebaut und erhielt 1898 im Zuge späthistoristischer Erweiterungen unter anderem einen Turm. Es sind typische Merkmale aller drei Bauphasen erkennbar. Ab 2017 wurde die Anlage vom Rudolf-Steiner-Schulverein saniert.                                | BDA-Hist.: Q38112158 Status: Bescheid Stand der BDA-Liste: 2025-06-30 Name: Altes Schloss, sog. Kastell, Rudolf-Steiner-Kindergarten GstNr.: 84 Rudolf-Steiner-Kindergarten, Kastell, Schönau an der Triesting       |
| ja    | Datei hochladen | Tempel der Nacht und Bogenbrücke im Schlosspark von Schönau HERIS-ID: 98716 Objekt-ID: 114676             | Kirchengasse 16, in der Nähe Standort KG: Schönau an der Triesting | Der Tempel der Nacht, eine freimaurerische Grotte im Schlosspark, wurde von Johann Ferdinand Hetzendorf von Hohenberg errichtet, und besteht in Ruinen. Die Felsbrücke stammt ebenfalls aus dieser Zeit. | BDA-Hist.: Q37772562 Status: Bescheid Stand der BDA-Liste: 2025-06-30 Name: Tempel der Nacht und Bogenbrücke im Schlosspark von Schönau GstNr.: 71, 88/1 Tempel der Nacht und Bogenbrücke im Schlosspark von Schönau |
| ja    | Datei hochladen | Ehem. Wirtschaftsgebäude Schloss Schönau, Rudolf-Steiner-Schule HERIS-ID: 65972 Objekt-ID: 78842seit 2017 | Kirchengasse 22 Standort KG: Schönau an der Triesting              | | BDA-Hist.: Q38112187 Status: Bescheid Stand der BDA-Liste: 2025-06-30 Name: Ehem. Wirtschaftsgebäude Schloss Schönau, Rudolf-Steiner-Schule GstNr.: 84 Rudolf-Steiner-Schule, Schönau an der Triesting               |
| ja    | Datei hochladen | Bildstock HERIS-ID: 65975 Objekt-ID: 78845                                                                | bei Liechtensteinstraße 15 Standort KG: Schönau an der Triesting   | | BDA-Hist.: Q38112208 Status: § 2a Stand der BDA-Liste: 2025-06-30 Name: Bildstock GstNr.: 1124/1 |
| ja    | Datei hochladen | Figurenbildstock HERIS-ID: 65976 Objekt-ID: 78846                                                         | Liechtensteinstraße 8 Standort KG: Schönau an der Triesting        | Der Bildstock mit einer Nepomukfigur wurde 1894 zum Gedenken an die hier verunglückte Besitzerin des Schlosses errichtet. | BDA-Hist.: Q38112218 Status: § 2a Stand der BDA-Liste: 2025-06-30 Name: Figurenbildstock GstNr.: 22/2 |
| ja    | Datei hochladen | Pfarrhof HERIS-ID: 65951 Objekt-ID: 78820                                                                 | Standort KG: Schönau an der Triesting                              | Der Pfarrhof wurde 1906 erbaut. | BDA-Hist.: Q38112149 Status: § 2a Stand der BDA-Liste: 2025-06-30 Name: Pfarrhof GstNr.: 12/1 Pfarrhof Schönau an der Triesting                                                                                      |
| ja    | Datei hochladen | Wiener Neustädter Kanal HERIS-ID: 100925 Objekt-ID: 117206                                                | Industriestraße-Nord 14, bei Standort KG: Schönau an der Triesting | Der Wiener Neustädter Kanal wurde 1803 in Betrieb genommen und bis auf 63 km erweitert. Ursprünglich war er bis Triest geplant. Teile der Trasse wurden später zu Bahnstrecken umgewandelt, so dass der Warenverkehr ab 1879 stark zurückging. | BDA-Hist.: Q64485501 Status: Bescheid Stand der BDA-Liste: 2025-06-30 Name: Wiener Neustädter Kanal GstNr.: 557, 1133/1, 1133/2, 1133/10, 1133/11, 1133/13, 1133/14, 1567, 144, 1128 Wiener Neustädter Kanal         |
| ja    | Datei hochladen | Pacher-Mausoleum HERIS-ID: 46235 Objekt-ID: 47959                                                         | Standort KG: Schönau an der Triesting                              | Die Fabrikantengrabstätte der Familie Pacher von Theinburg wurde mit bereits industriell gefertigten Zierelementen aus Terrakottaziegeln versehen. | BDA-Hist.: Q55127497 Status: Bescheid Stand der BDA-Liste: 2025-06-30 Name: Pacher-Mausoleum GstNr.: 203/2 Pacher von Theinburg mausoleum                                                                            |